# دان ماير (لاعب كرة قاعدة)
دان ماير (بالإنجليزية: Dan Meyer)‏ هو لاعب كرة قاعدة أمريكي، ولد في 3 يوليو 1981 في ودبيري في الولايات المتحدة.

## وصلات خارجية
- دان ماير على موقع دوري كرة القاعدة الرئيسي (الإنجليزية)
- دان ماير على موقعبيزبول رفرنس.كوم (الدوري الرئيسي) (الإنجليزية)
- دان ماير على موقعبيزبول رفرنس.كوم (الدوري الثانوي) (الإنجليزية)
- دان ماير على موقع إي إس بي إن.كوم (أم.أل.بي) (الإنجليزية)
- دان ماير على موقع مشجعي الرسوم البيانية (الإنجليزية)